# Нильсен, Матиас Мёллер
Матиас Мёллер Нильсен (дат. Mathias Møller Nielsen; род. 19 марта 1994,  в коммуне Гентофте, Дания)   — датский трековый и шоссейный велогонщик. Участник летних Олимпийских игр 2012 года.

## Достижения

### Трек
2012
1-й  Чемпион Европы — Командная гонка преследования (юниоры)
1-й Кубок мира по трековым велогонкам — Командная гонка преследования, Глазго,  Великобритания
2013
3-й  Чемпионат мира — Командная гонка преследования
3-й Кубок мира по трековым велогонкам — Командная гонка преследования, Манчестер,  Великобритания
2015
3-й  Чемпионат Европы — Командная гонка преследования

### Шоссе
2013
1-й - Тур Берлина U23 — Генеральная классификация
1-й — Этап 1 (ИГ) Тур Словакии